# Saison 2024 de l'équipe cycliste EF Education-EasyPost
La saison 2024 de l'équipe cycliste EF Education-EasyPost est la vingtième de cette équipe.

## Coureurs et encadrement technique

### Effectif
| Coureur                      | Date de Nais.     | Nationalité     | Équipe en 2023                 | Vict. | Cont.             | Maillot dist.      |
| ---------------------------- | ----------------- | --------------- | ------------------------------ | ----- | ----------------- | ------------------ |
| Andrey Amador                | 29 août 1986      | Costa Rica      | EF Education-EasyPost          | 0     | 01/2023 - 12/2024 |                    |
| Markel Beloki                | 27 juillet 2005   | Espagne         | MMR Cycling Academy            | 0     | 01/2024 - 12/2025 |                    |
| Alberto Bettiol,             | 29 octobre 1993   | Italie          | EF Education-EasyPost          | 3     | 01/2019 - 12/2024 | - Route            |
| Stefan Bissegger             | 13 septembre 1998 | Suisse          | EF Education-EasyPost          | 0     | 08/2020 - 12/2024 |                    |
| Richard Carapaz              | 29 mai 1993       | Équateur        | EF Education-EasyPost          | 4     | 01/2023 - 12/2025 | - Contre-la-montre |
| Simon Carr                   | 29 août 1998      | Grande-Bretagne | EF Education-EasyPost          | 2     | 01/2021 - 12/2024 |                    |
| Hugh Carthy                  | 9 juillet 1994    | Grande-Bretagne | EF Education-EasyPost          | 0     | 01/2017 - 12/2025 |                    |
| Alexander Cepeda             | 16 juin 1998      | Équateur        | EF Education-EasyPost          | 2     | 01/2022 - 12/2025 |                    |
| Esteban Chaves               | 17 janvier 1990   | Colombie        | EF Education-EasyPost          | 0     | 01/2022 - 12/2025 |                    |
| Rui Costa                    | 5 octobre 1986    | Portugal        | Intermarché-Circus-Wanty       | 1     | 01/2024 - 12/2024 | - Route            |
| Stefan de Bod                | 17 novembre 1996  | Afrique du Sud  | EF Education-EasyPost          | 0     | 01/2023 - 12/2024 |                    |
| Owain Doull                  | 2 mai 1993        | Grande-Bretagne | EF Education-EasyPost          | 0     | 01/2022 - 12/2025 |                    |
| Ben Healy                    | 11 septembre 2000 | Irlande         | EF Education-EasyPost          | 1     | 01/2022 - 12/2026 |                    |
| Mikkel Frølich Honoré        | 21 janvier 1997   | Danemark        | EF Education-EasyPost          | 0     | 01/2023 - 12/2025 |                    |
| Lukas Nerurkar               | 14 novembre 2003  | Grande-Bretagne | Trinity Racing                 | 0     | 01/2024 - 12/2025 |                    |
| Andrea Piccolo,              | 23 mars 2001      | Italie          | EF Education-EasyPost          | 0     | 08/2022 - 06/2024 |                    |
| Neilson Powless              | 3 septembre 1996  | États-Unis      | EF Education-EasyPost          | 2     | 01/2020 - 12/2027 |                    |
| Sean Quinn                   | 10 mai 2000       | États-Unis      | EF Education-EasyPost          | 1     | 01/2022 - 12/2026 | - Route            |
| Darren Rafferty              | 1er juillet 2003  | Irlande         | Hagens Berman Axeon            | 1     | 01/2024 - 12/2025 | - Route            |
| Jack Rootkin-Gray            | 5 novembre 2002   | Grande-Bretagne | Saint Piran                    | 0     | 01/2024 - 12/2025 |                    |
| Jonas Rutsch                 | 24 janvier 1998   | Allemagne       | EF Education-EasyPost          | 0     | 01/2020 - 12/2024 |                    |
| Archie Ryan                  | 16 novembre 2001  | Irlande         | Jumbo-Visma Development        | 1     | 01/2024 - 12/2025 |                    |
| James Shaw                   | 13 juin 1996      | Grande-Bretagne | EF Education-EasyPost          | 0     | 01/2022 - 12/2025 |                    |
| Georg Steinhauser            | 21 octobre 2001   | Allemagne       | EF Education-EasyPost          | 1     | 01/2022 - 12/2026 |                    |
| Harry Sweeny                 | 9 juillet 1998    | Australie       | Lotto Dstny                    | 0     | 01/2024 - 12/2026 |                    |
| Yuhi Todome                  | 18 juin 2002      | Japon           | EF Education-Nippo Development | 0     | 01/2024 - 12/2025 |                    |
| Rigoberto Urán               | 6 janvier 1987    | Colombie        | EF Education-EasyPost          | 0     | 01/2016 - 08/2024 |                    |
| Michael Valgren              | 7 février 1992    | Danemark        | EF Education-Nippo Development | 0     | 01/2024 - 12/2026 |                    |
| Marijn van den Berg          | 19 juillet 1999   | Pays-Bas        | EF Education-EasyPost          | 4     | 01/2022 - 12/2026 |                    |
| Jardi Christiaan van der Lee | 6 août 2001       | Pays-Bas        | Willebrord Wil Vooruit         | 0     | 01/2024 - 12/2025 |                    |
| Coureurs stagiaires          |                   |                 |                                |       |                   |                    |
| Gavin Hlady                  | 1er février 2003  | États-Unis      | Aevolo                         | 0     | 08/2024 - 12/2024 |                    |
| Edvin Lovidius               | 2 mars 2002       | Suède           | Club cycliste Étupes           | 0     | 08/2024 - 12/2024 |                    |

### Encadrement technique
| Poste                          | Identité |
| ------------------------------ | --- |
| Manager général                | Jonathan Vaughters |
| Directeur sportif              | Charles Wegelius |
| Assistants directeurs sportifs | Andreas Klier, Jonathan Breekveldt, Juan Manuel Gárate, Ken Vanmarcke, Matti Breschel, Sebastian Langeveld, Tejay van Garderen, Tom Southam |

## Champions nationaux, continentaux et mondiaux
| Date             | Course                                        | Maillot | Coureurs        | Pays       | Lieu                 |
| ---------------- | --------------------------------------------- | ------- | --------------- | ---------- | -------------------- |
| 1er février 2024 | Championnat d'Équateur du contre-la-montre    |         | Richard Carapaz | Équateur   | Riobamba             |
| 19 mai 2024      | Championnat d'Équateur de cyclisme sur route  |         | Sean Quinn      | États-Unis | Charleston           |
| 23 juin 2024     | Championnat du Portugal de cyclisme sur route |         | Rui Costa       | Portugal   | Santa Maria da Feira |
| 23 juin 2024     | Championnat d'Irlande de cyclisme sur route   |         | Darren Rafferty | Irlande    | Athea                |
| 23 juin 2024     | Championnat d'Italie de cyclisme sur route    |         | Alberto Bettiol | Italie     | Sesto Fiorentino     |

## Classement UCI par équipes
Le classement UCI par équipes se calcule en comptabilisant les points des 20 meilleurs coureurs de l'équipe. Ce classement est calculé avec les points acquis lors de l'année civile. Au terme d'une période de trois ans (2023-2025), les dix-huit meilleures équipes recevront une licence World Tour pour la prochaine période (2026-2028).
| Classement UCI (par équipes) au 20 octobre 2024 | Classement UCI (par équipes) au 20 octobre 2024 | Classement UCI (par équipes) au 20 octobre 2024 | Classement UCI (par équipes) au 20 octobre 2024 | Classement UCI (par équipes) au 20 octobre 2024 |
| #                                               | Équipe                                          | 2024                                            | Diff.                                           |                                                 |
| ----------------------------------------------- | ----------------------------------------------- | ----------------------------------------------- | ----------------------------------------------- | ----------------------------------------------- |
| 1                                               | UAE Team Emirates                               | 37407,60                                        | -                                               |                                                 |
| 2                                               | Team Visma-Lease a Bike                         | 20427,98                                        | 16979,62                                        |                                                 |
| 3                                               | Soudal Quick-Step                               | 18153,97                                        | 2274,01                                         |                                                 |
| 4                                               | Lidl-Trek                                       | 17989,00                                        | 164,97                                          |                                                 |
| 5                                               | Red Bull-Bora-Hansgrohe                         | 16894,33                                        | 1094,67                                         |                                                 |
| 6                                               | Decathlon AG2R La Mondiale                      | 15930,84                                        | 963,39                                          |                                                 |
| 7                                               | Ineos Grenadiers                                | 15547,97                                        | 382,87                                          |                                                 |
| 8                                               | Alpecin-Deceuninck                              | 15020,00                                        | 527,97                                          |                                                 |
| 9                                               | Lotto Dstny                                     | 12579,29                                        | 2440,71                                         |                                                 |
| 10                                              | Groupama-FDJ                                    | 12357,00                                        | 222,29                                          |                                                 |
| 11                                              | Israel-Premier Tech                             | 11723,33                                        | 633,67                                          |                                                 |
| 12                                              | EF Education-EasyPost                           | 11594,95                                        | 128,38                                          |                                                 |
| 13                                              | Movistar Team                                   | 10879,00                                        | 715,95                                          |                                                 |
| 14                                              | Jayco AlUla                                     | 10625,30                                        | 253,70                                          |                                                 |
| 15                                              | Intermarché-Wanty                               | 9915,00                                         | 710,30                                          |                                                 |
| 16                                              | Team dsm-firmenich PostNL                       | 9646,63                                         | 268,37                                          |                                                 |
| 17                                              | Bahrain Victorious                              | 9547,16                                         | 99,47                                           |                                                 |
| 18                                              | Uno-X Mobility                                  | 8938,67                                         | 608,49                                          |                                                 |
| 19                                              | Arkéa-B&B Hotels                                | 8735,00                                         | 203,67                                          |                                                 |
| 20                                              | Cofidis                                         | 7889,84                                         | 845,16                                          |                                                 |
| 21                                              | Astana Qazaqstan Team                           | 6563,24                                         | 1326,60                                         |                                                 |
| 22                                              | Tudor Pro Cycling Team                          | 5753,33                                         | 809,91                                          |                                                 |

| Liste des vingt coureurs marquant des points pour le classement UCI par équipes 2024. | Liste des vingt coureurs marquant des points pour le classement UCI par équipes 2024. | Liste des vingt coureurs marquant des points pour le classement UCI par équipes 2024. |
| #                                                                                     | Coureur                                                                               | Points                                                                                |
| ------------------------------------------------------------------------------------- | ------------------------------------------------------------------------------------- | ------------------------------------------------------------------------------------- |
| 1                                                                                     | Richard Carapaz                                                                       | 2404,00                                                                               |
| 2                                                                                     | Alberto Bettiol                                                                       | 1434,00                                                                               |
| 3                                                                                     | Neilson Powless                                                                       | 1154,33                                                                               |
| 4                                                                                     | Ben Healy                                                                             | 976,00                                                                                |
| 5                                                                                     | Marijn van den Berg                                                                   | 876,00                                                                                |
| 6                                                                                     | Georg Steinhauser                                                                     | 597,00                                                                                |
| 7                                                                                     | Archie Ryan                                                                           | 586,00                                                                                |
| 8                                                                                     | Stefan Bissegger                                                                      | 544,79                                                                                |
| 9                                                                                     | Lukas Nerurkar                                                                        | 483,00                                                                                |
| 10                                                                                    | Michael Valgren                                                                       | 463,29                                                                                |
| 11                                                                                    | Mikkel Frølich Honoré                                                                 | 349,67                                                                                |
| 12                                                                                    | Darren Rafferty                                                                       | 319,00                                                                                |
| 13                                                                                    | Rui Costa                                                                             | 268,00                                                                                |
| 14                                                                                    | Alexander Cepeda                                                                      | 246,00                                                                                |
| 15                                                                                    | Esteban Chaves                                                                        | 196,00                                                                                |
| 16                                                                                    | Jonas Rutsch                                                                          | 155,29                                                                                |
| 17                                                                                    | Simon Carr                                                                            | 154,00                                                                                |
| 18                                                                                    | Owain Doull                                                                           | 142,29                                                                                |
| 19                                                                                    | Sean Quinn                                                                            | 136,00                                                                                |
| 20                                                                                    | Harry Sweeny                                                                          | 110,29                                                                                |
| TOTAL                                                                                 | TOTAL                                                                                 | 11594,95                                                                              |

| Classement UCI (par équipes) pour les années 2023 et 2024. | Classement UCI (par équipes) pour les années 2023 et 2024. | Classement UCI (par équipes) pour les années 2023 et 2024. | Classement UCI (par équipes) pour les années 2023 et 2024. | Classement UCI (par équipes) pour les années 2023 et 2024. | Classement UCI (par équipes) pour les années 2023 et 2024. |
| #                                                          | Équipe                                                     | 2023                                                       | 2024                                                       | Total                                                      | Diff.                                                      |
| ---------------------------------------------------------- | ---------------------------------------------------------- | ---------------------------------------------------------- | ---------------------------------------------------------- | ---------------------------------------------------------- | ---------------------------------------------------------- |
| 1                                                          | UAE Team Emirates                                          | 30963,18                                                   | 37407,60                                                   | 68370,78                                                   | -                                                          |
| 2                                                          | Team Visma-Lease a Bike                                    | 29654,45                                                   | 20427,98                                                   | 50082,43                                                   | 18288,35                                                   |
| 3                                                          | Soudal Quick-Step                                          | 18702,85                                                   | 18153,97                                                   | 36856,82                                                   | 13225,61                                                   |
| 4                                                          | Lidl-Trek                                                  | 16054,45                                                   | 17989,00                                                   | 34043,45                                                   | 2813,37                                                    |
| 5                                                          | Ineos Grenadiers                                           | 17760,93                                                   | 15547,97                                                   | 33308,90                                                   | 734,55                                                     |
| 6                                                          | Red Bull-Bora-Hansgrohe                                    | 13325,13                                                   | 16894,33                                                   | 30219,46                                                   | 3089,44                                                    |
| 7                                                          | Alpecin-Deceuninck                                         | 14519,25                                                   | 15020,00                                                   | 29539,25                                                   | 680,21                                                     |
| 8                                                          | Groupama-FDJ                                               | 14834,51                                                   | 12357,00                                                   | 27191,51                                                   | 2347,74                                                    |
| 9                                                          | Lotto Dstny                                                | 14112,83                                                   | 12579,29                                                   | 26692,12                                                   | 499,39                                                     |
| 10                                                         | Bahrain Victorious                                         | 15787,81                                                   | 9547,16                                                    | 25334,97                                                   | 1357,15                                                    |
| 11                                                         | Decathlon AG2R La Mondiale                                 | 9096,00                                                    | 15930,84                                                   | 25026,84                                                   | 308,13                                                     |
| 12                                                         | EF Education-EasyPost                                      | 11818,69                                                   | 11594,95                                                   | 23413,64                                                   | 1613,20                                                    |
| 13                                                         | Movistar Team                                              | 10989,53                                                   | 10879,00                                                   | 21868,53                                                   | 1545,11                                                    |
| 14                                                         | Israel-Premier Tech                                        | 10022,00                                                   | 11723,33                                                   | 21745,33                                                   | 123,20                                                     |
| 15                                                         | Jayco AlUla                                                | 10737,65                                                   | 10625,30                                                   | 21362,95                                                   | 382,38                                                     |
| 16                                                         | Intermarché-Wanty                                          | 10492,28                                                   | 9915,00                                                    | 20407,28                                                   | 955,67                                                     |
| 17                                                         | Team dsm-firmenich PostNL                                  | 9102,20                                                    | 9646,63                                                    | 18748,83                                                   | 1658,45                                                    |
| 18                                                         | Cofidis                                                    | 10437,41                                                   | 7889,84                                                    | 18327,25                                                   | 421,58                                                     |
| 19                                                         | Arkéa-B&B Hotels                                           | 7229,00                                                    | 8735,00                                                    | 15964,00                                                   | 2363,25                                                    |
| 20                                                         | Uno-X Mobility                                             | 6569,00                                                    | 8938,67                                                    | 15507,67                                                   | 456,33                                                     |
| 21                                                         | Astana Qazaqstan Team                                      | 7044,44                                                    | 6563,24                                                    | 13607,68                                                   | 1899,99                                                    |
| 22                                                         | TotalEnergies                                              | 5765,00                                                    | 4897,00                                                    | 10662,00                                                   | 2945,68                                                    |

## Classement UCI individuel en fin de saison
| 17  | Richard Carapaz       | 2404,00 |
| 70  | Neilson Powless       | 1154,33 |
| 94  | Ben Healy             | 976,00  |
| 108 | Marijn van den Berg   | 876,00  |
| 165 | Georg Steinhauser     | 597,00  |
| 170 | Archie Ryan           | 586,00  |
| 190 | Stefan Bissegger      | 544,79  |
| 210 | Lukas Nerurkar        | 483,00  |
| 215 | Michael Valgren       | 463,29  |
| 258 | Mikkel Frølich Honoré | 349,67  |

| 286 | Darren Rafferty  | 319,00 |
| 329 | Rui Costa        | 268,00 |
| 356 | Alexander Cepeda | 246,00 |
| 440 | Esteban Chaves   | 196,00 |
| 519 | Jonas Rutsch     | 155,29 |
| 524 | Simon Carr       | 154,00 |
| 553 | Owain Doull      | 142,29 |
| 569 | Sean Quinn       | 136,00 |
| 641 | Harry Sweeny     | 110,29 |
| 690 | Rigoberto Urán   | 99,29  |

| 949  | Hugh Carthy                  | 61,00 |
| 1026 | Markel Beloki                | 55,00 |
| 1180 | Yuhi Todome                  | 45,00 |
| 1240 | Stefan de Bod                | 41,00 |
| 1326 | James Shaw                   | 35,00 |
| 2078 | Jardi Christiaan van der Lee | 13,00 |
| 2111 | Jack Rootkin-Gray            | 12,00 |
| -    | Andrey Amador                | 0,00  |